# Западный (Ташлинский район)
Западный — посёлок в Ташлинском районе Оренбургской области в составе Степного сельсовета.

## География
Располагается на расстоянии примерно 23 километров по прямой на запад от районного центра села Ташла.

## История
Известно, что первоначально посёлок назывался Фермой № 3, представлял собой отделение № 3 совхоза «Степной».

## Население
Постоянное население составляло 370 человек в 2002 году (казахи 70 %), 196 в 2010 году.